# Novelty (Missouri)
Novelty is een plaats (village) in de Amerikaanse staat Missouri, en valt bestuurlijk gezien onder Knox County.

## Demografie
Bij de volkstelling in 2000 werd het aantal inwoners vastgesteld op 119.
In 2006 is het aantal inwoners door het United States Census Bureau geschat op 112, een daling van 7 (-5,9%).

## Geografie
Volgens het United States Census Bureau beslaat de plaats een oppervlakte van
0,7 km², geheel bestaande uit land. Novelty ligt op ongeveer 245 m boven zeeniveau.

## Plaatsen in de nabije omgeving
De onderstaande figuur toont nabijgelegen plaatsen in een straal van 20 km rond Novelty.